# Hohne
Hohne es un municipio situado en el distrito de Celle, en el estado federado de Baja Sajonia (Alemania), a una altitud de 48 metros. Su población a finales de 2016 era de unos 1700 habitantes y su densidad poblacional, 46 hab/km².
Se encuentra ubicado a poca distancia al noroeste de Brunswick y Wolfsburgo, al oeste de la frontera con el estado de Sajonia-Anhalt.